# Bélgica nos Jogos Olímpicos de Verão de 1928
A Bélgica participou dos Jogos Olímpicos de Verão de 1928 em Amsterdão, Países Baixos.